# Хелена-Мэй-билдинг

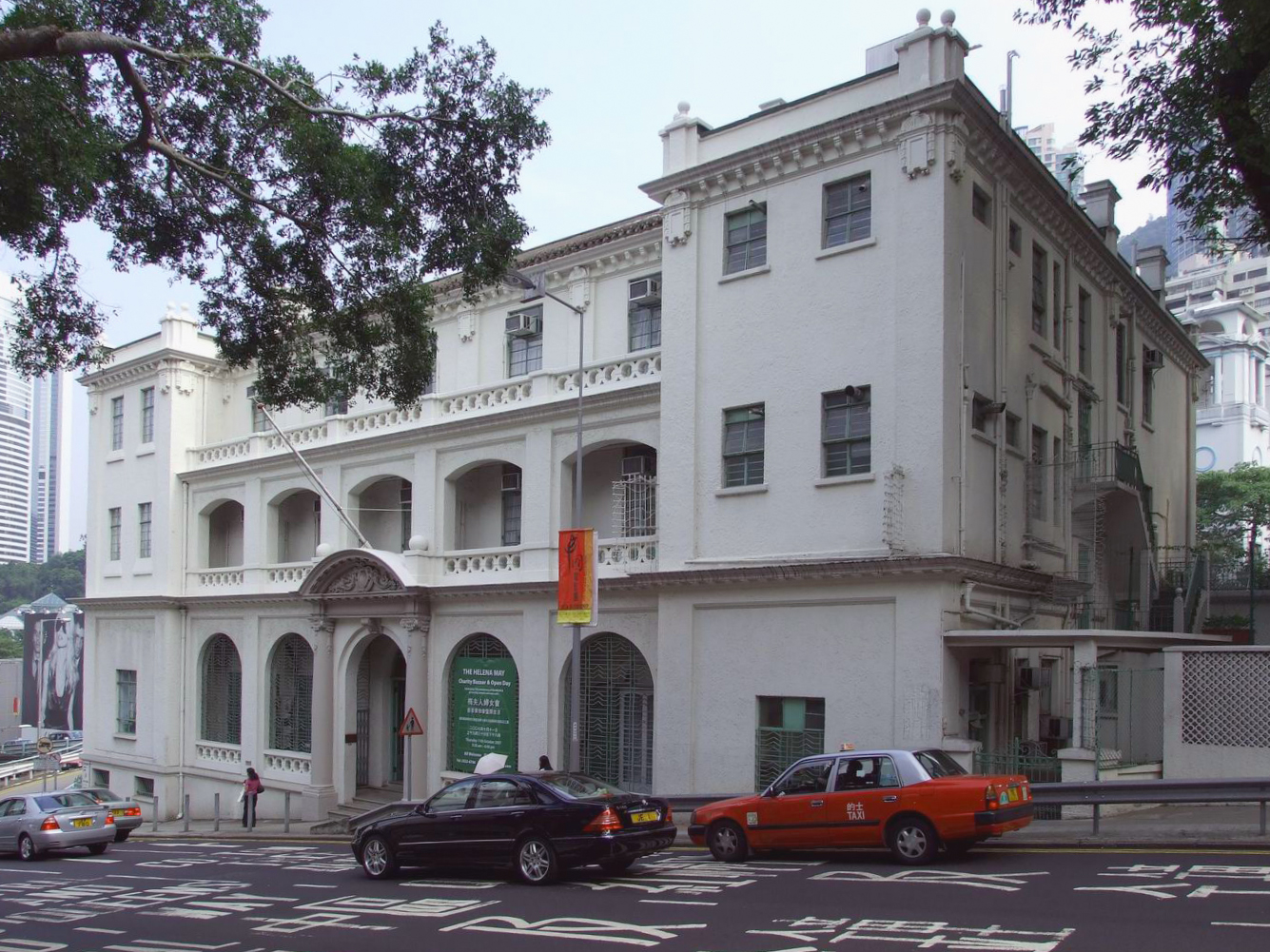

Здание Хелены Мэй (кит. 梅夫人婦女會主樓) — исторический памятник Гонконга, расположенный в Центральном районе на острове Гонконг. Со времени постройки в 1914 году используется в качестве женского клуба.

## История
Здание было построено в 1914 году и официально открыто 12 сентября 1916 года леди Хеленой Мэй, дочерью генерал-лейтенанта Джорджа Дигби Баркер, британского командующего в Китае и Гонконге с 1890 по 1895 года. Первоначально здание предоставляло место отдыха для одиноких женщин, прибывших в Гонконг. Леди Мэй в конечном итоге вышла замуж за сэра Фрэнсиса Мэя, не имевшего с ней родства, который стал губернатором Гонконга в 1912 году.
Во время Второй мировой войны здание было занято японскими войсками. После войны и до 1947 года в здании располагались Королевские ВВС.
С 1985 года в клуб начали принимать женщин всех национальностей в качестве резидентов.